# Bistum Alatri
Das Bistum Alatri (lat.: Dioecesis Alatrinus) war eine in Italien gelegene römisch-katholische Diözese mit Sitz in Alatri.

## Geschichte

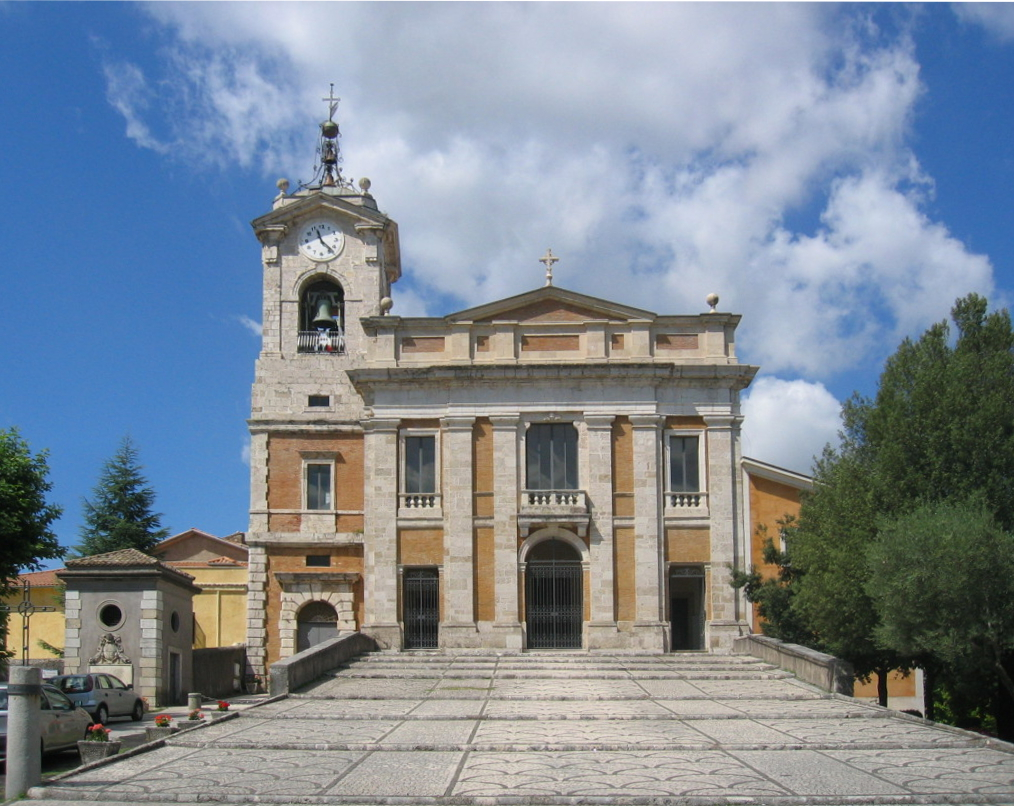
Kathedrale Kathedrale San Paolo in Alatri

Das Bistum Alatri wurde im 6. Jahrhundert errichtet. Erster Bischof war Pascasio. 1132 wurden die Reliquien des Hl. Sixtus I. nach Alatri überführt. 1228 ereignete sich in Alatri ein eucharistisches Wunder.
Am 30. September 1986 wurde das Bistum Alatri durch die Kongregation für die Bischöfe mit dem Dekret Instantibus votis dem Bistum Anagni angegliedert.
Das Bistum Alatri war dem Heiligen Stuhl direkt als Suffraganbistum unterstellt. Es umfasste 16 Pfarreien.